# برایتن (تنسی)
برایتن(به انگلیسی: Brighton) شهری در ایالت تنسی کشور ایالات متحده آمریکا است که جمعیت آن در سرشماری سال ۲۰۱۰ میلادی، ۲٬۷۳۵ نفر بوده‌است.